# حقل جحار
حقل جحار هو حقل غاز يقع شمال غرب مدينة تدمر وسط سورية.

## تاريخ
اُكتشف حقل جحار في 2001م.

## الحقل خلال الحرب الأهلية
سيطر تنظيم داعش على الحقل عام 2014. في 13 تموز 2021، أعيد تشغيل البئر رقم 7 في الحقل بطاقة إنتاجية تصل إلى 100 ألف متر مكعب في اليوم.

## الإنتاج
ينتج هذا الحقل مايقارب 250 الف متر مكعب من الغاز 
الطبيعي و 40 الف برميل نفط